# Franco di Basilea
Il franco (in tedesco Frank) è stato la valuta del cantone svizzero di Basilea tra il 1798 ed il 1850. Era suddiviso in 10 Batzen, ognuno di 10 Rappen.

## Storia
Il Frank era la valuta della Repubblica Elvetica dal 1798. La Repubblica Elvetica cessò di emettere monete nel 1803. Il canton Basilea ha coniato monete tra il 1805 ed il 1831. Nel 1850, fu introdotto il franco svizzero con un cambio di 1½ CHF per = 1 Frank di Basilea.

## Monete
Furono emesse monete di biglione dal valore di 1, 2 e 5 Rappen, ½ e 1 Batzen e monete d'argento da 3 e 5 Batzen.
Le monete presentavano al dritto lo stemma di Basilea, un pastorale stilizzato, ed al rovescio il valore. La moneta da 3 Batzen portava la legenda "DOMINE CONSERVA NOS IN PACE". 

### Concordato
Nel 1825 il cantone fece un accordo ("Concordato") con altri cantoni per uniformare i tipi e soprattutto i valori delle monete. Dell'accordo facevano parte i cantoni: Agrovia, Basilea, Berna, Friburgo, Soletta e Vaud.
L'accordo prevedeva l'emissione di monete con i seguenti nominali: 5, 2½, 1 e ½ Batzen e di 1 Kreuzer (= ¼ Batzen)
|          | 1/4 | 1/2 | 1 | 2½ | 5 |
| -------- | --- | --- | - | -- | - |
| Argovia  | x   | x   | x |    | x |
| Basilea  |     | x   | x |    | x |
| Berna    |     | x   | x | x  | x |
| Friburgo | x   | x   | x |    | x |
| Soletta  | x   | x   | x | x  | x |
| Vaud     |     | x   | x |    | x |

Al rovescio delle monete c'era una croce con "C" al centro e la scritta "die concordier(enden) Cantone der Schweiz" (I cantoni concordanti della Svizzera). Per Vaud la scritta era in Francese: "Les cantons concordants de la Suisse".
Al diritto ogni cantone poneva il proprio stemma.
Obbiettivo del "Concordato" era eliminare l'eccesso delle proprie monete frazionali e vietare le monete di minor valore provenienti dal resto della Svizzera.
La maggior parte delle monete fu coniata nel 1826. Le ultime furono coniate a Vaud nel 1834.
Le monete concordanti di Basilea furono quelle da 5, 1 e ½ Batzen coniate nel 1826.